# عبد الفتاح البوشي
عبد الفتاح بن محمد البوشي (1923-)، سياسي بعثي سوري من حماة، كان عضواً في المجلس الرئاسي وتقلّد مناصب عدة في عهد الرئيس أمين الحافظ، كان آخرها وزيراً للمالية ونائباً لرئيس الحكومة يوسف زعين.

## حياته
وُلد عبد الفتاح البوشي في مدينة حماة، ودرس القانون في الجامعة السورية. بعد تخرجه، انتسب إلى حزب البعث العربي الاشتراكي، واشتغل في مهنة المحاماة لمدة ثلاث سنوات، ثم عُيِّن مديرًا للمصرف الزراعي.
في وقت لاحق، سُمّي عضوًا في المجلس الرئاسي، ثم في شباط 1964، عيّنه الرئيس أمين الحافظ محافظًا لمدينة حمص، خلفًا لمحمد سعيد خدام. استمر في هذا المنصب حتى تشرين الأول 1964، ليسلّمه إلى مصطفى النابلسي.
بعد ذلك، عُيّن وزيرًا للمالية في 3 تشرين الأول 1964، خلفًا لمصطفى الشماع، وظل في المنصب حتى 27 كانون الأول 1965، حيث خلفه الدكتور موفق الشربجي. وخلال هذه الفترة، شغل أيضًا منصب نائب رئيس الحكومة من 23 أيلول حتى 27 كانون الأول 1965، خلفًا لنور الدين الأتاسي، قبل أن يُلغى هذا المنصب لاحقًا.